# Haplonycteris fischeri
Haplonycteris fischeri — вид рукокрилих, родини Криланових, що мешкає на Філіппінах.

## Морфологія
Морфометрія. Середні значення повної довжини тіла: 73,5 мм, довжина передпліч: 52,1 мм, вага 17,9 гр, хвіст відсутній.
Опис. Великий палець довгий, близько 25 мм у довжину, а задні ступні короткі, близько 13 мм у довжину. Забарвлення дається описувачем як корицево-коричневе на спині, блідо-коричневе в плечовій області, темніше в області голови, з легким відтінком срібла уздовж середньої лінії черева.

## Спосіб життя
Діапазон поширення за висотою: 150—2250 м над рівнем моря. Це один з найпоширеніших криланових в первинних лісах, особливо на середніх висотах (1200—1500 м). Також присутній у суміші сільськогосподарського середовища проживання і вторинного лісу. Цей вид є важливим розповсюджувачем насіння. Йому характерна 8-місячна затримка в розвитку ембріона, потім слідує (починаючи приблизно з березня) три місяці швидкого ембріонального розвитку, що дає період вагітності 11,5 місяців, найдовший відомий в рукокрилих. Одне маля народжується, і період вигодовування молоком триває близько 10 тижнів. Самиці можуть завагітніти у віці від трьох до п'яти місяців.

## Загрози та охорона
Немає серйозних загроз, хоча населення, особливо в низинах, знизилося в останні десятиліття в результаті руйнування місця існування в результаті вирубок, а також перетворення в інтенсивне сільське господарство, в той час як високогірні популяції не так сильно постраждали. Зустрічається в ряді охоронних районів.